# Frans Cuyck van Myerop

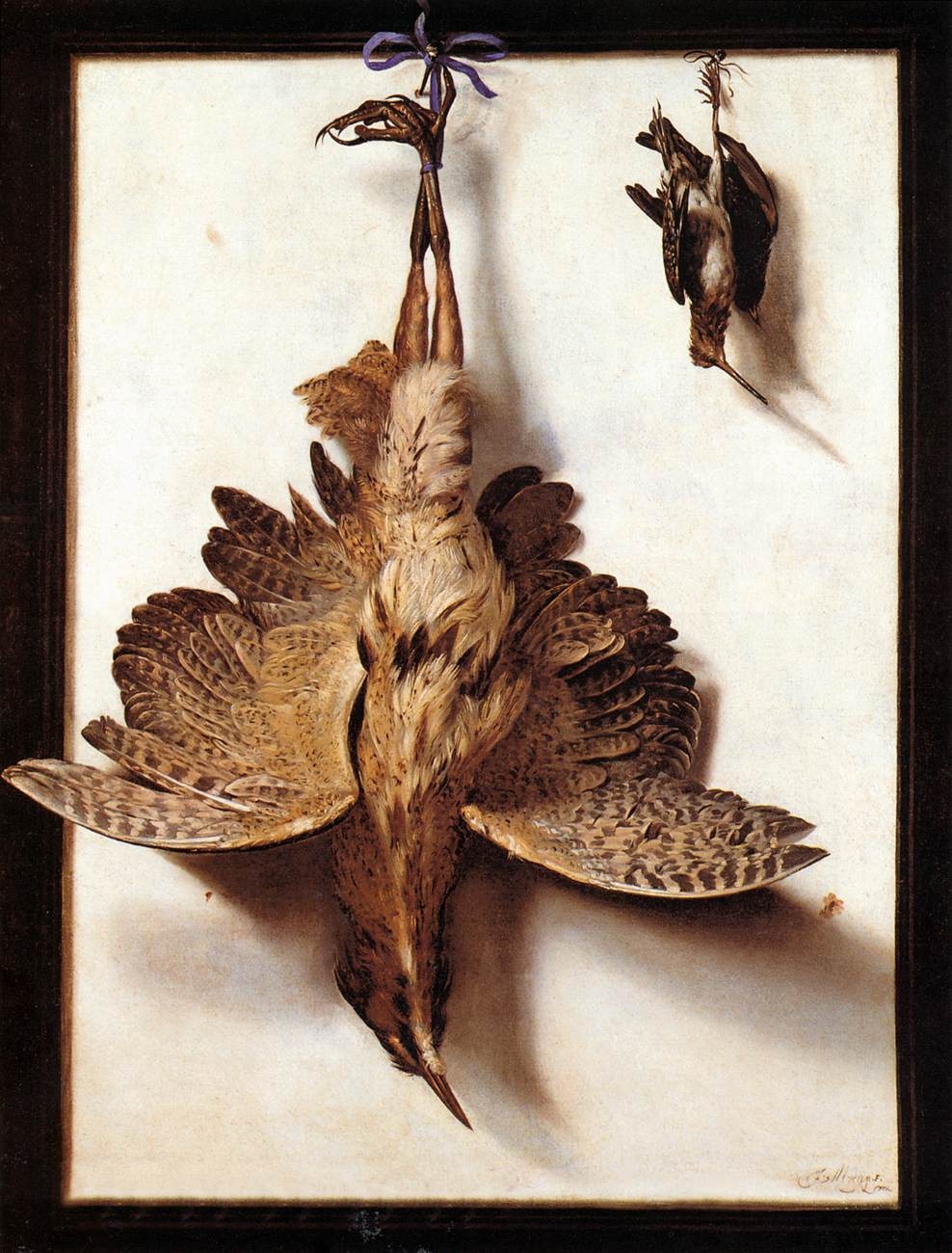
Obraz Fransa Cuycka van Myeropa pt. Stilleven met gevogelte

Frans Cuyck van Myerop (ur. ok. 1640 w Brugii, pochow. 19 października 1689 w Gandawie) – flamandzki malarz okresu baroku.

## Życiorys
Od 1665 r., był członkiem gildii św. Łukasza w Gandawie, a w latach 1679–1685 piastował funkcję jej dziekana. Jako malarz specjalizował się w malowaniu martwych natur, w tym między innymi martwych natur łowieckich, a także portretów grupowych. Swoje prace podpisywał monogramem FVM.